# Heures supplémentaires
Pour les articles homonymes, voir Heures.
Les heures supplémentaires sont des heures de travail effectif réalisées par un salarié à temps complet au-delà de la durée légale du travail.

## Cadre international
La norme internationale de référence dispose que les règlements nationaux doivent déterminer le nombre maximum d'heures supplémentaires qui peuvent être autorisées. Le taux du salaire pour ces heures supplémentaires sera majoré d'au moins 25 pour cent par rapport au salaire normal.
Le cadre européen ne comporte pas de disposition chiffrée en dehors d'un maximum hebdomadaire moyen, heures supplémentaires comprises, de 48 heures (la période de référence ne pouvant dépasser quatre mois). Pour le reste, la directive laisse aux États membres la possibilité de fixer le cadre juridique par voies légales, règlementaires ou conventionnelles.

## Droit par pays

### Belgique
La durée du travail dans les entreprises est organisée selon des régimes de travail. Le régime de travail de droit commun, c'est-à-dire non dérogatoire, est basé sur une durée quotidienne de travail de 8 heures et hebdomadaire de 40 heures.
Il convient de noter qu'à compter du 1er janvier 2003, la durée du travail est limitée à 38 heures par semaine au maximum ou à 38 heures en moyenne.
Les régimes de travail n'interdisent pas les heures supplémentaires, mais celles-ci ne doivent satisfaire qu'à des besoins ponctuels.
Sont des heures supplémentaires les prestations effectuées au-delà de 9 heures par jour ou de 40 heures par semaine (ou au-delà de limites inférieures fixées par convention collective de travail). Elles entraînent le paiement d'un sursalaire de 50 % pour celles effectuées en semaine et de 100 % au cours d'un dimanche ou d'un jour férié.

### Canada
Au Canada, les règles relatives aux heures supplémentaires sont soit dans les législations des provinces sur les normes du travail, soit dans le Code canadien du travail lorsque cela concerne la fonction publique fédérale ou les entreprises fédérales.
Au Québec, l'article 55 de la Loi sur les normes du travail énonce des règles de calcul des heures supplémentaires et les articles 52, 54 et 56 de cette loi contiennent des dispositions connexes sur les heures supplémentaires.

### États-Unis
Le texte de référence reste le Fair Labor Standards Act de 1938.
Cette loi fédérale fixe actuellement à 40 heures hebdomadaires le seuil au-delà duquel se déclenchent les heures supplémentaires, celles-ci devant être payées à un taux au moins égal à 150 %.
Les principales limites de ce texte est que certains secteurs économiques ne sont pas couverts (principalement l'agriculture) et qu'il ne vise pas les cols blancs.

### France
En France, les heures supplémentaires s’effectuent « à la demande de l'employeur ou avec son accord même implicite ».
La réalisation d'heures supplémentaires ouvre droit à une contrepartie : elles donnent lieu soit à une majoration de salaire soit à l'octroi, sous condition, d'un repos compensateur équivalent. De plus, un nombre important d'heures supplémentaires peut générer pour le salarié le bénéfice d'un droit à repos qui s'ajoute à la majoration.
En France, la durée légale de travail est fixée à 35 heures par semaine. En principe, le temps de travail étant décompté par semaine civile, les heures effectuées chaque semaine au-delà de cette durée légale sont des heures supplémentaires.
Mais, dans certaines professions, il existe des dérogations au mois ou sur une durée supérieure.
Depuis août 2008, l'ensemble de ces dispositifs a été fusionné sous un seul régime.
La loi introduit aussi la possibilité d'une organisation de la répartition de la durée du travail sur plus d'une semaine par décret en l'absence d'accord collectif.

### Grèce
La réglementation du travail en Grèce, notamment celle relatives aux heures supplémentaires, a été modifiée par la loi du 15 juillet 2010 en exécution d'une décision du Conseil de l'Union européenne.
La durée du travail hebdomadaire légale est fixée à 40 heures. Le taux de majoration des 4 premières heures au-delà de la 40e (appelées heures complémentaires), a été réduit de 25 % à 20 %. Le taux de majoration des heures supplémentaires (120 heures par an et par salarié, soumises à autorisation) est passé 50 % à 40 % ; celui des heures régulièrement effectuées au-delà de 120 par an de 75 % à 60 % ; et celui des heures indûment effectuées de 100 % à 80 %.

### Luxembourg
Tout travail effectué au-delà des limites de la « durée normale de travail » est considéré comme heures supplémentaires. Cette durée de travail maximale normale ne peut excéder huit heures par jour et quarante heures par semaine.
L'heure supplémentaire travaillée ouvre droit à une majoration de salaire de :
- 25 % pour l'ouvrier ;
- 50 % pour l'employé ;
- 100 % pour l'adolescent[16].

L'intégralité de la rémunération allouée pour les heures de travail supplémentaires est exemptée d'impôt.
Toute prestation d'heures supplémentaires est subordonnée à l'envoi préalable à l'Inspection du travail et des mines, par l'employeur, d'une requête motivée assortie de justifications sur les circonstances exceptionnelles et accompagnée de l'avis obligatoire de la délégation du personnel.
La réalisation de ces heures ne doit pas entraîner le dépassement de la durée de travail maximale, fixée à dix heures par jour et quarante-huit heures par semaine.

### Pays africains membres de l'OHADA
À l'heure actuelle, il n'existe pas encore d'acte uniforme directement applicables et obligatoires dans les États-parties, mais un avant-projet d'acte existe.
Les heures effectuées au-delà de la durée légale du travail [fixée à 10h par jour et 40h par semaine] ou de la durée considérée comme équivalente constituent des heures supplémentaires et donnent lieu à majoration de salaire, selon les taux et modalités fixés par les textes règlementaires et les conventions et accords collectifs de chaque État Partie.

### Royaume-Uni
C'est le contrat de travail qui détermine si le salarié est obligé de réaliser des heures supplémentaires et les modalités de leur rémunération. Il n'y a pas de taux minimal légal applicable aux heures supplémentaires, mais le taux moyen de la paie ne doit pas être inférieur au minimum légal national (National Minimum Wage).

### Suisse
La Loi fédérale sur le Travail ne s'applique pas à l'ensemble des secteurs d'activité (l'agriculture et les transports publics sont, entre autres, exclus).
La durée maximale de la semaine de travail est en principe de 50 heures et de 45 heures pour les "travailleurs occupés dans les entreprises industrielles ainsi que pour le personnel de bureau, le personnel technique et les autres employés, y compris le personnel de vente des grandes entreprises de commerce de détail".
Compte tenu des dispositions des Conventions Collectives de Travail, la durée hebdomadaire moyenne de travail est de 41 heures.
Les heures de travail supplémentaire (ou prestation supplémentaire) font normalement l'objet d'une majoration d'au moins 25 %. Mais pour certaines catégories de salariés, cette majoration n'est acquise qu'à compter de la 61e heure annuelle.

## Sources
- Code du travail : art. L3121-10 et suivants